# یوزابورو کاناری
یوزابورو کاناری (انگلیسی: Yōzaburō Kanari؛ زادهٔ ۲۰ اوت ۱۹۶۵) مانگاکا، و فیلم‌نامه‌نویس اهل ژاپن است.